# Júlia Sebestyén
Júlia Sebestyén (Miškolc, 14. svibnja 1981.), mađarska umjetnička klizačica, europska prvakinja iz 2004. i deveterostruka uzastopna mađarska prvakinja. Prva je Mađarica koja je osvojila naslov europske prvakinje u umjetničkom klizanju. Za Mađarsku je nastupila na četirima Zimskim olimpijskim igrama, a na onima u Vancouveru 2010. nosila je mađarsku zastavu na svečanosti otvorenja Igara.
Osvojila je i Kineski klizački kup 2006. i Zlatnu piruetu 2008. godine. Triput je osvajala Memorijal Ondreja Nepele.
U športsku mirovinu otišla je 2010. godine. Živi u Budimpešti i radi kao klizačka trenerica.